# 改良型ガス冷却炉

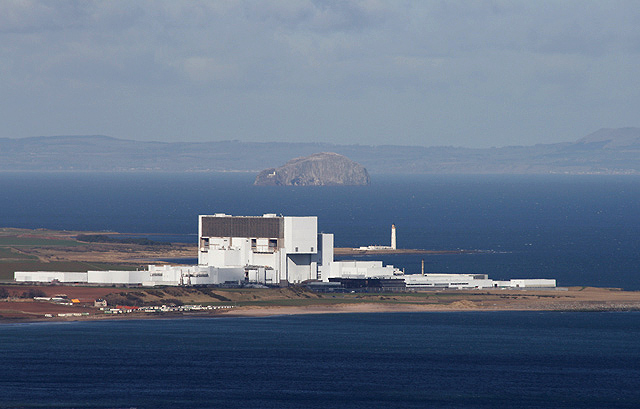
トーネスのAGR発電所

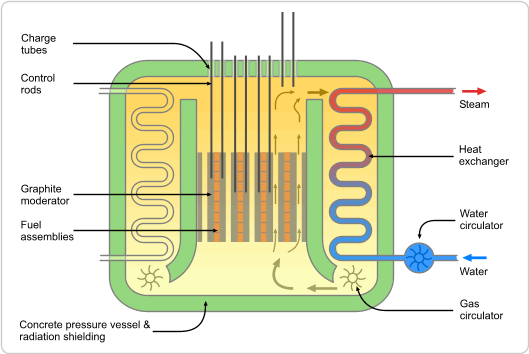
改良型ガス冷却炉の概略図。熱交換機が鋼-鉄筋コンクリート複合圧力容器と放射線シールドの中に入っている

改良型ガス冷却炉 (Advanced Gas-cooled Reactor, AGR) は英国が独自に開発した黒鉛減速ガス冷却炉である。核分裂反応によって生じた熱エネルギーを、高温の炭酸ガスとして取り出す原子炉で、セラフィールドのウィンズケール原子炉が原型となった。同炉は、マグノックス炉(東海発電所の原型)の改良型であり、冷却材出口温度は約1.5倍に、出力密度は約2倍に、熱効率は約10%増など、あらゆる点での性能向上を実現し、さらに経済性も大幅に向上している。
AGRは、英国の第一世代原子炉設計であるマグノックス炉から開発された。最初のマグノックスの設計は、プルトニウム生成に最適化されていたため、発電にとって最も経済的ではない機能を備えていた。これらの主な要件は中性子(捕獲)断面積が小さい冷却剤 (この場合は二酸化炭素) と、効率的な中性子減速材であるグラファイト(黒鉛)を必要とする天然ウランで運用することであった。またマグノックスの設計は他の発電(炉)設計と比較して比較的低温のガス温度で操業し、結果蒸気条件の低効率化を招いた。
AGRの設計では、マグノックスの黒鉛減速材と二酸化炭素冷却剤は保持されていたが、蒸気条件を改善するため冷却ガスの動作温度が上昇した。これらは石炭火力発電所のものと同一に作られており、同じ設計のタービンと発電設備の使用を可能にした。設計の初期段階で、燃料被覆管をベリリウムからステンレス鋼に切り替える必要があることがわかった。しかしながら、鋼はより高い中性子(捕獲)断面積を持ち、そして、この変化を補うために濃縮ウラン燃料を使用する必要があった。この変更により、燃料1トンあたり18,000MWt-dayのより高い燃焼度が得られ、燃料補給の頻度を減らすことができた。
プロトタイプのAGRは1962年にウィンズケールで稼働したが、最初の商用AGRは1976年までオンラインにならなかった。1976年から1988年の間に、6つのサイトに計14基のAGR原子炉が建設された。これらはすべて、1つの建屋に2基の原子炉で構成されており、各原子炉の設計熱出力は1,500MWt で、660MWeのタービン/オルタネーターセットを駆動する。さまざまなAGRステーションは、555MWeから670MWeの範囲の出力を生成するが、運用上の制限により設計出力より低い出力で操業するものもある。

## AGRの設計
1. チャージ・チューブ
2. 制御棒
3. 黒鉛減速材
4. 燃料集合体
5. コンクリート製圧力容器 兼 放射線遮蔽
6. ガス・サーキュレーター
7. 水
8. 水・サーキュレーター
9. 熱交換器
10. 蒸気

改良型新型ガス冷却炉の模式図。熱交換器は圧力容器と放射シールドからなる鉄筋コンクリート製の内部に収容されることに注意。

他の技術と比較したAGR炉のサイズ(CANDUのみ横倒しであり決して球体ではないことに注意)

AGRはボイラーのストップ・バルブでの最終蒸気条件が従来の石炭火力発電所のそれと同じになるように設計された、したがって同じ設計のターボ発電機プラントを使用できる。
原子炉炉心を出る高温冷却材の平均温度は、648 °C (1,198 °F)になるように設計された。これらの高温を実現しながら、有効なグラファイト コアの寿命を確保するために (グラファイトは高温でCO2と反応する)、278 °Cの下部ボイラー出口温度でクーラントのリ-エントラント・フローを利用してグラファイトを冷却し、グラファイト・コアの温度が、マグノックス発電所で見られる温度とあまり変わらないようにする。過熱器の出口温度と圧力は、2,485 psi (170 bar) および 543 °Cになるように設計された。
燃料は二酸化ウランの(2.5～3.5%に濃縮された)ペレットで、ステンレス鋼管に入っている。AGRの当初の設計コンセプトは、ベリリウムベースの燃料被覆管を使用することであった。脆性破壊によりこれが不適切であることが判明した時、より高いステンレス鋼被覆管の中性子捕獲損失を許容するため燃料の濃縮レベルが引き上げられた。これによりAGRによって生成される電力のコストが大幅に増加した。二酸化炭素冷却材はコアを循環し、640 °C (1,184 °F)と約40バール (580 psi) の圧力に達し、次に炉心外のボイラー（蒸気発生器）アセンブリを通過するがしかし、それでもスチールで裏打ちされた鉄筋コンクリートの圧力容器の中にある。制御棒はグラファイト減速材を貫通し、また二次システムでは制御棒が炉心に入らない場合に、冷却材に窒素を注入して熱中性子を吸収し、核分裂プロセスを停止する。制御棒が不十分にしか下らず原子炉を減圧しなければならない場合に備えて、ホウ素ビーズを原子炉に注入することによって作動する三次停止システムが含まれる。これは窒素圧を維持できないことを意味する。
AGRは約41%の高い熱効率 (発電電力/熱生成比率) を持つように設計されており、これは典型的な熱効率34%の最新の加圧水型原子炉 (PWR) よりも優れている。これは、PW の約325 °C (617 °F)と比較して、ガス冷却では約640 °C (1,184 °F)と実用的な冷却材出口温度が高いためである。しかしながら原子炉の炉心は同じ出力に対してより大きくなければならず、そしてタイプ2燃料の場合1トンあたり27,000MWth/日という燃料燃焼度と解放時にロバストな燃料にとって最大1トンあたり34,000MWth/日は、PWRの1トンあたり40,000MWth/日よりも低いため燃料の使用効率が低くなり、熱効率の利点を帳消しにする。
マグノックス、CANDUとRBMK炉そして軽水炉とは対照的なように、AGRは最初にシャットダウンせずに燃料補給をできるよう設計されている (オンライン燃料補給を参照)。このオンロード燃料補給は他の原子炉タイプよりもAGRを選択するための経済的なケースの重要な部分であり、そして1965年に中央発電委員会 (CEGB) と政府は、AGRが最良の石炭火力発電所よりも安価に発電できると主張することを許した。しかしながら、フルパワーでのオンロード燃料補給中に燃料集合体の振動問題が発生し、そのため1988年にフルパワー補給は、その後の試験で燃料棒が原子炉の炉心に引っかかってしまったとき、1990年代半ばまで中断された。現在AGRでは部分負荷時またはシャットダウン時の燃料補給のみが行われるようになった。
プレストレスト・コンクリート製の圧力容器には、原子炉炉心とボイラーが収容されている。容器への貫通の数を最小限に抑える (したがって、可能性のある破損箇所の数を減らす) ために、ボイラーはすべての沸騰と過熱がボイラー・チューブ内で実行されるワンス・スルー設計になっている。これには、蒸発器内の塩の蓄積とそれに続く腐食の問題を最小限に抑えるために、超純水の使用が必要である。
AGRはアメリカの軽水炉設計に代わる優れたイギリスの代替案となることを意図していた。これは、運用上 (経済的にではなくても) 成功したマグノックスの設計の発展として推進され、そして多数の競合する英国の代替案 - ヘリウム冷却超高温原子炉、蒸気生成重水炉そして高速増殖炉  -と同様にアメリカの加圧軽水(PWR)および沸騰水炉(BWR)とカナダのCANDU設計から選択された。CEGBは競合する設計の詳細な経済的評価を実施し、ダンジネスBに提案されたAGRが最も安価な電力を生成し、競合する設計や最高の石炭火力発電所よりも安価であると結論付けた。

## 歴史

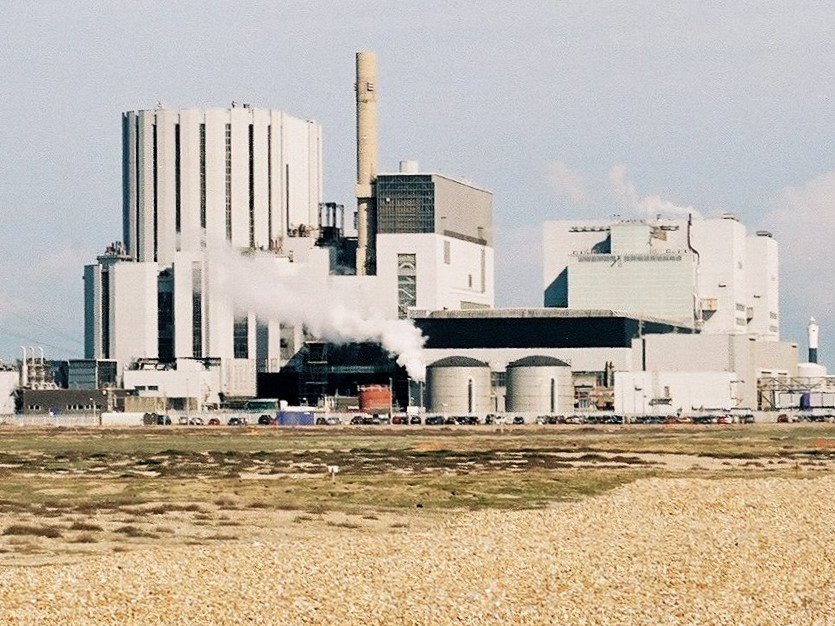
複数の建設会社が使われている結果、ダンジネスB AGR発電所はほとんどのAGRとは外観が異なる。

AGRのデザインには大きな期待が寄せられていた。 5つのツイン原子炉ステーション(ダンジネスB、ヒンクリー・ポイントB、ハンターストンB、ハートルプール、ヘイシャム)の野心的な建設計画がすぐに展開され、輸出注文が熱望された。政治的な理由からCEGBは3つの異なる「設計と建築」コンソーシアムとさまざまな主要な下請業者の間で「第1世代」の注文を広めるように指示された。その結果、最初の3つのCEGBステーションは、同じ設計コンセプトと燃料ピンの設計を共有しているものの、詳細設計が完全に異なっていた。その結果3つのコンソーシアムは同じ限られた数の専門スタッフの獲得と各設計に独自の（そして非常に複雑な）安全ケースを持たせる必要とプログラムの存続期間中3つ (後に4つ) の異なるAGR炉設計をサポートする必要ために競争しなければならなかった。また、AGR発電所は複雑で、現場での建設が難しいことが判明した。当時の悪名高い労使関係が問題に加わった。先導発電所であるダンジネスBは1965年に発注され、1970年の完成を目指していた。原子炉設計のほぼすべての面で問題が発生した後、13年遅れの1983年にようやく発電を開始した。1年か2年後に発注されたヒンクリー・ポイントとハンターストンの次の原子炉設計は、ダンジネスの設計よりもはるかに優れていることが証明され、実際ダンジネスよりも先に委託された。ヘイシャムAとハートルプールで建設された次のAGR設計では、発電所のフットプリント(設置面積)と補助システムの数を減らすことで、設計の全体的なコストを削減しようとした。しかしながらこれは建設を困難に導いた。トーネスとヘイシャムBの最後の2つのAGRは、変更され「デバッグされた」ヒンクリー設計に戻り、耐震性が大幅に向上し、フリートの中で最も成功したパフォーマーであることが証明された。元財務省経済顧問のデビッド・ヘンダーソンは、AGRプログラムをコンコルドと並んで英国政府後援の最もコストのかかるプロジェクトの誤りの2つのうちの1つとして述べた。
政府が1980年代に発電産業の民営化を開始したとき、潜在的な投資家向けのコスト分析により、真の運用コストが長年にわたって不明瞭であったことが明らかになった。廃炉費用は特に大幅に過小評価されていた。これらの不確実性により、当時の民営化から原子力が除外された。
セラフィールド (ウィンズケール) の小規模プロトタイプAGRは2010年の時点で廃止された – コアと圧力容器は廃止され、建物の「ゴルフ・ボール」だけが見えるようになった。このプロジェクトは原子炉を安全に廃止するために何が必要かという研究でもあった。
2016年10月、原子炉の黒鉛コアの安定性に関する懸念から、超多関節制御棒がハンターストンBとヒンクリー・ポイントBに設置されることが発表された。2018年初頭、ハンターストンB3号機で予定されていた停止中にモデル化されたよりもわずかに高い率で新しいキー溝の根元の亀裂が観察され、EDFは2018年5月に、さらなる調査、分析、モデリングのために停止を延長すると発表した。
2018年にダンジネスBでONRが命じた検査では、耐震装置、配管、貯蔵容器が「容認できないほど腐食している」ことを示しており、そしてそれは原子炉が稼働していたときの状態であった。ONRは、これを国際原子力事象評価尺度でレベル2のインシデントに分類した。

## 現在のAGR原子炉
AGRが稼働している原発はすべてEDFエナジーが所有および運営している。
| AGR原発        | ネット値 (MWe) | 建設開始 | 送電網接続 | 営業運転 | 公称 閉鎖日 |
| -------------- | -------------- | -------- | ---------- | -------- | ----------- |
| ハートルプール | 1210           | 1968     | 1983       | 1989     | 2024        |
| ヘイシャムA    | 1150           | 1970     | 1983       | 1989     | 2024        |
| ヘイシャムB    | 1250           | 1980     | 1988       | 1989     | 2028        |
| トーネス       | 1250           | 1980     | 1988       | 1988     | 2028        |

2005年ブリティッシュ・エナジーダンジネスBでの10年の寿命延長を発表し、原発は2018年まで運用を継続し、2007年にはヒンクリー・ポイントBとハンターストンBの寿命を2016年まで5年間延長することを発表した。 他のAGRの延命は、閉鎖予定日の少なくとも3年前に考慮される。
2006年からヒンクリー・ポイントBとハンターストンBはボイラー関連の問題により、ボイラー温度を下げて運転する必要があるため、通常のMWe出力の約70%に制限されている。 2013年にこれらの2つの原発の出力は、一部プラントの改修により、通常出力の約80%に増加した。
2006年にAGRは2000年情報公開法(Freedom of Information Act 2000)に基づいて The Guardian がブリティッシュ・エナジーは原子炉炉心の黒鉛レンガのひび割れの程度を認識していなかったと主張する文書を入手したときにニュースになった。文書はまた、ブリティッシュ・エナジーがクラッキングの発生理由を知らず、最初に原子炉を停止せず炉心を監査することができなかったとも主張した。ブリティッシュ・エナジーは後に黒鉛レンガのひび割れは大規模な中性子衝撃の既知の症状であり、監視問題の解決策に取り組んでいることを確認する声明を発表した。また、彼らは「法定停止」の一環として原子炉は3年ごとに検査されたとも述べた。

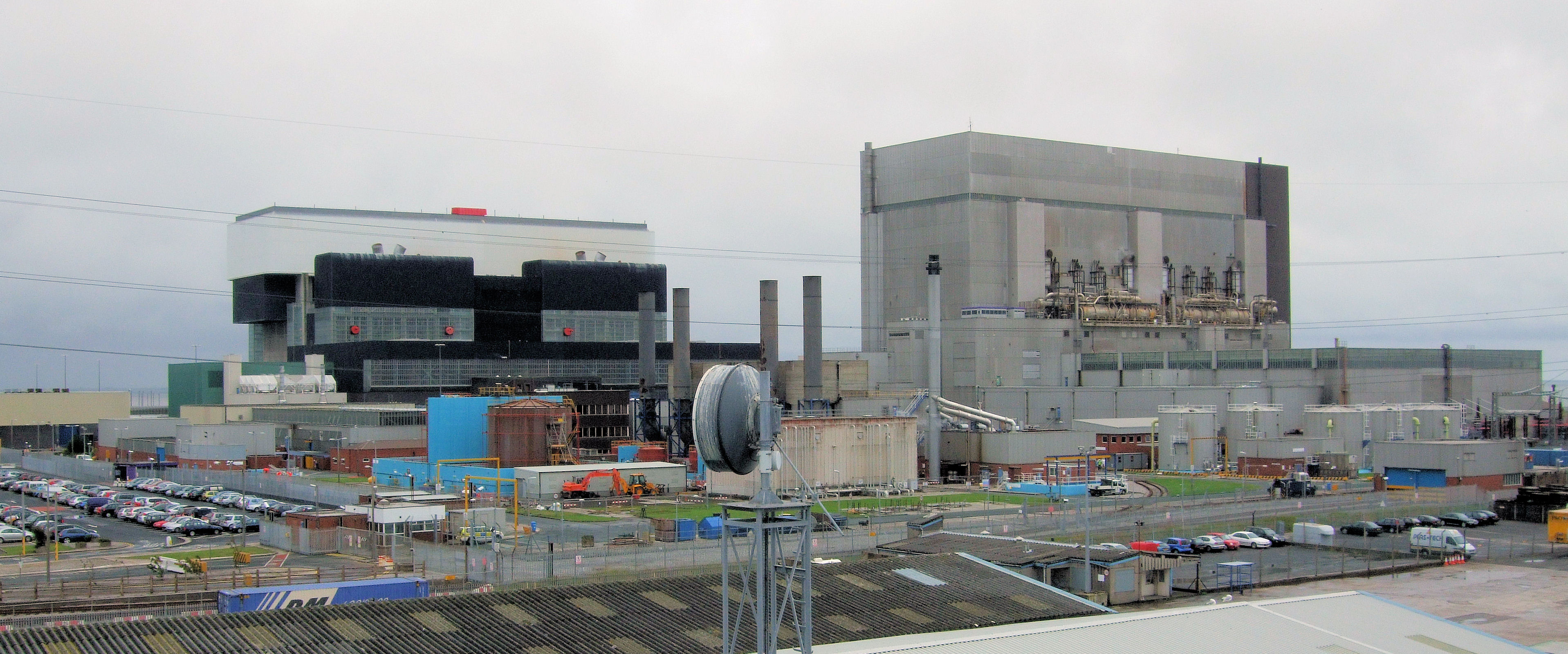
ヘイシャムのAGR4基を備えた発電所2ヵ所

2010年12月17日、EDFエナジーはヘイシャムAとハートルプール両方の5年間の寿命延長により、2019年までさらに発電を増やすことができると発表した。
2012年2月、EDFは最近延長されたヘイシャムAとハートルプールを含む、すべてのAGRで平均して7年の寿命延長が見込んでいると発表した。これらの寿命延長は詳細な審査と承認の対象であり、上記の表には含まれていない。
2012年12月4日、EDFはヒンクリー・ポイントBとハンターストンBには、2016年から2023年までの7年間の寿命延長が与えられたと発表した。
2013年11月5日、EDFはハートルプールは2019年から2024年までの5年間の余命延長を受けたと発表した。
2013年、ヘイシャムA1炉の8つのポッド・ボイラーの1つで、定期検査によって欠陥が発見された。炉は、2014年6月に詳細な検査でボイラー・スパインに亀裂が確認されるまで、このポッド・ボイラーを無効にして出力レベルを下げて運転を再開した。予防措置としてヘイシャムA2と姉妹のハートルプール発電所も8週間の検査のために閉鎖された。
2014年10月、ハンターストンB炉で黒鉛減速材レンガに新しい種類の亀裂が発見された。このキー溝の根元の亀裂は以前に理論化されていたが、観察されていなかった。この種の亀裂の存在は、原子炉の安全性に直ちに影響を与えるものではないが – ただし、亀裂の数がしきい値を超えると、亀裂を修復できないため、原子炉は廃止される。
2015年1月、ダンジネスBは10年間の寿命延長を与えられ、制御室のコンピューターシステムのアップグレードと洪水防御の改善が行われ、公称上の閉鎖日は2028年になった。
2016年2月、EDFは英国にある8つの原発のうち4ヵ所の寿命を延ばした。ヘイシャムAとハートルプールの寿命は2024年まで5年間延長され、ヘイシャムBとトーネスは閉鎖日が7年間延期されて2030年になった。
2021年6月7日、EDFは2018年9月から長期にわたって停止していたダンジネスBは、即行で燃料除去段階に移行すると発表した。
2021年12月15日、EDFはヘイシャムBとトーネスは2028年3月に閉鎖される予定であると発表した。
2022年1月7日、ハンターストンB4号機は最後に停止され、ほぼ47年後に発電が終了した。 3号機は2021年11月に燃料取り出し段階に移行した。
2022年8月1日までにヒンクリーポイントBが閉鎖された。

## 主な仕様と構成要素
- 燃料 : 低濃縮ウラン燃料
- 冷却材 : 炭酸ガス
- 減速材・反射材 : 黒鉛
- 冷却材出口温度 : 630℃以上
- 熱効率:40%以上

## リファレンス
1. ↑  Gilbert, Richard J.; Kahn, Edward P. (18 January 2007). International Comparisons of Electricity Regulation. Cambridge University Press. p. 47. ISBN 9780521030779 2017年10月6日閲覧。
2. ↑  History of Windscale's Advanced Gas-cooled Reactor Archived 1 October 2011 at the Wayback Machine., Sellafield Ltd.
3. ↑  John Bryers, Simon Ashmead (2016年2月17日). “Preparation for future defuelling and decommissioning works on EDF Energy's UK fleet of Advanced Gas Cooled Reactors”. PREDEC 2016.   OECD Nuclear Energy Agency. 2017年8月18日閲覧。
4. ↑  Murray, P. (1981). “Developments in oxide fuels at Harwell”. Journal of Nuclear Materials 100 (1–3):  67–71. Bibcode: 1981JNuM..100...67M. doi:10.1016/0022-3115(81)90521-3.
5. ↑  Nonbel, Erik (November 1996). Description of the Advanced Gas Cooled Type of Reactor (AGR) (PDF) (Report). Nordic Nuclear Safety Research. NKS/RAK2(96)TR-C2。[要ページ番号]
6. ↑  “Nuclear_Graphite_Course-B - Graphite Core Design AGR and Others”. 2011年7月17日時点のオリジナルよりアーカイブ。2023年6月9日閲覧。[要文献特定詳細情報]
7. ↑  Shultis, J. Kenneth; Faw, Richard E. (2002). Fundamentals of Nuclear Science and Engineering. Marcel Dekker. ISBN 0-8247-0834-2[要ページ番号]
8. ↑  Appendix 6: Typical design and operating data for currently operating reactors (PDF). Nuclear energy - the future climate (Technical report). 1 June 1999. 2004年12月28日時点のオリジナルよりアーカイブ。
9. 1 2 3  Owen, Geoffrey (2016年3月7日). “Book review: 'The Fall and Rise of Nuclear Power in Britain'”. Financial Times 2016年3月16日閲覧。
10. ↑  S H Wearne, R H Bird (2016年12月). “UK Experience of Consortia Engineering for Nuclear Power Stations”. Dalton Nuclear Institute, University of Manchester.  オリジナルの2017年3月26日時点におけるアーカイブ。 2017年3月25日閲覧。
11. ↑  Henderson, David (2013年6月21日). “The more things change...” 2021年7月23日閲覧。
12. ↑  “New cracks delay restart of Hunterston B reactor”. (2018年5月3日) 2018年5月6日閲覧。
13. ↑  “Dungeness B corrosion rated at INES level 2”. Nuclear Engineering International. (2019年1月24日) 2019年1月30日閲覧。
14. ↑   10-year life extension at Dungeness B nuclear power station. British Energy. (15 September 2005).  オリジナルの22 March 2006時点におけるアーカイブ。 2008年6月19日閲覧。.
15. 1 2   Life extension of Hinkley Point B and Hunterston B power stations. British Energy. (11 December 2007).  オリジナルの1 October 2018時点におけるアーカイブ。 2008年6月19日閲覧。.
16. ↑  “Hinkley Point B and Hunterston B return to 80% load”. Nuclear Engineering International. (2013年7月1日) 2013年7月2日閲覧。
17. ↑  “Reactor crack fears played down”. BBC News (2006年6月5日). 2023年6月9日閲覧。
18. ↑  “EDF to extend lifespan of British nuclear plants”. Associated Press. Yahoo. (2010年12月17日) 2011年4月11日閲覧。[リンク切れ]
19. ↑  “EDF plans longer life extensions for UK AGRs”. Nuclear Engineering International. (2012年2月20日).  オリジナルの2013年10月13日時点におけるアーカイブ。 2012年5月16日閲覧。
20. ↑  “Doosan Babcock signs EDF deal to extend nuclear plants”. BBC News (2014年2月19日). 2021年7月23日閲覧。
21. ↑  “EDF extends life of two nuclear power stations”. The Independent. (2012年12月4日).  オリジナルの2012年12月8日時点におけるアーカイブ。 2013年8月14日閲覧。
22. ↑  “Hartlepool power station to stay open until 2024”. BBC News (2013年11月5日). 2021年7月23日閲覧。
23. ↑  “EDF Energy shuts Heysham A1&2 and Hartlepool for pod boiler inspections”. Nuclear Engineering International. (2014年8月11日) 2014年8月14日閲覧。
24. ↑  “UK regulator backs EDF Energy on reactor checks”. (2014年8月13日) 2014年8月14日閲覧。
25. ↑  “New cracks in Hunterston reactor”. BBC News (2014年10月6日). 2021年7月23日閲覧。
26. ↑  “Concerns Persist Over Safety of Cracking Inside Reactor in Scotland: Nuclear Safery Expert”. RIA Novosti. (2014年10月7日) 2014年10月10日閲覧。
27. ↑  “UK nuclear plant gets ten-year extension”. (2015年1月20日) 2015年1月21日閲覧。
28. ↑  Moylan, John (2016年2月16日). “EDF to keep four UK nuclear plants open for years longer”. BBC News. 2021年7月23日閲覧。
29. ↑  “EDF decides to move Dungeness B into defuelling phase”. EDF Energy (2021年6月7日). 2021年6月7日閲覧。
30. ↑  “AGR lifetime reviews carried out”. EDF Energy (2021年12月15日). 2022年1月7日閲覧。
31. ↑  “Zero-carbon electricity generation ends at Hunterston B”. EDF Energy (2022年1月7日). 2022年1月12日閲覧。
32. ↑  英ヒンクリーポイントBが永久閉鎖原子力産業新聞2022年8月4日